# Campeonato Mundial de Halterofilismo de 2018 - Até 96 kg masculino
A categoria até 96 kg masculino foi um evento do Campeonato Mundial de Halterofilismo de 2018, disputado na Arena de Halterofilismo de Asgabade, em Asgabade, no Turquemenistão, no dia 7 de novembro de 2018. 

## Calendário
Horário local (UTC+5)
| Dia           | Horário | Fase    |
| ------------- | ------- | ------- |
| 7 de novembro | 10:00   | Grupo C |
| 7 de novembro | 12:00   | Grupo B |
| 7 de novembro | 17:25   | Grupo A |

## Medalhistas
| Evento    | Ouro                | Ouro   | Prata          | Prata  | Bronze                    | Bronze |
| --------- | ------------------- | ------ | -------------- | ------ | ------------------------- | ------ |
| Arranque  | Sohrab Moradi (IRI) | 186 kg | Tian Tao (CHN) | 181 kg | Yauheni Tsikhantsou (BLR) | 180 kg |
| Arremesso | Sohrab Moradi (IRI) | 230 kg | Tian Tao (CHN) | 226 kg | Fares El-Bakh (QAT)       | 217 kg |
| Total     | Sohrab Moradi (IRI) | 416 kg | Tian Tao (CHN) | 407 kg | Nicolae Onică (ROU)       | 391 kg |

## Recordes
Antes desta competição, o recorde mundial da prova era o seguinte:
| Recorde         | Tipo      | Atleta         | Peso   | Local | Data                  |
| Recorde Mundial | Arranque  | Padrão mundial | 185 kg |       | 1 de novembro de 2018 |
| Recorde Mundial | Arremesso | Padrão mundial | 225 kg |       | 1 de novembro de 2018 |
| Recorde Mundial | Total     | Padrão mundial | 401 kg |       | 1 de novembro de 2018 |

Os seguintes novos recordes foram estabelecidos durante esta competição.
| Arranque | 186 kg | Sohrab Moradi (IRI) | Recorde mundial |
| Arremeso | 226 kg | Tian Tao (CHN)      | Recorde mundial |
| Arremeso | 230 kg | Sohrab Moradi (IRI) | Recorde mundial |
| Total    | 409 kg | Sohrab Moradi (IRI) | Recorde mundial |
| Total    | 416 kg | Sohrab Moradi (IRI) | Recorde mundial |

## Resultado
Os resultados foram os seguintes. 
| Pos.              | Atleta                          | Grupo | Arranque (kg) | Arranque (kg) | Arranque (kg) | Arranque (kg)     | Arremesso (kg) | Arremesso (kg) | Arremesso (kg) | Arremesso (kg)    | Total |
| Pos.              | Atleta                          | Grupo | 1             | 2             | 3             | Resultado         | 1              | 2              | 3              | Resultado         | Total |
| ----------------- | ------------------------------- | ----- | ------------- | ------------- | ------------- | ----------------- | -------------- | -------------- | -------------- | ----------------- | ----- |
| Medalha de ouro   | Sohrab Moradi (IRI)             | A     | 181           | 186           | 186           | Medalha de ouro   | 223            | 230            | 237            | Medalha de ouro   | 416   |
| Medalha de prata  | Tian Tao (CHN)                  | A     | 175           | 181           | 181           | Medalha de prata  | 215            | 226            | 236            | Medalha de prata  | 407   |
| Medalha de bronze | Nicolae Onică (ROU)             | A     | 170           | 175           | 182           | 5                 | 216            | 222            | 227            | 4                 | 391   |
| 4                 | Yauheni Tsikhantsou (BLR)       | A     | 173           | 180           | 184           | Medalha de bronze | 210            | 217            | 217            | 7                 | 390   |
| 5                 | Fares El-Bakh (QAT)             | A     | 171           | 174           | 174           | 9                 | 217            | 217            | 222            | Medalha de bronze | 388   |
| 6                 | Sarat Sumpradit (THA)           | A     | 165           | 170           | 173           | 8                 | 200            | 206            | 211            | 5                 | 384   |
| 7                 | Boady Santavy (CAN)             | A     | 171           | 175           | 178           | 6                 | 203            | 208            | 212            | 9                 | 383   |
| 8                 | Anton Pliesnoi (GEO)            | A     | 167           | 173           | 177           | 7                 | 198            | 206            | 211            | 11                | 379   |
| 9                 | Egor Klimonov (RUS)             | A     | 162           | 167           | 168           | 13                | 205            | 210            | 214            | 8                 | 378   |
| 10                | Jhonatan Rivas (COL)            | A     | 171           | 176           | 180           | 4                 | 201            | 201            | 201            | 14                | 377   |
| 11                | Rustem Sybay (KAZ)              | A     | 165           | 165           | 170           | 15                | 205            | 206            | 211            | 6                 | 376   |
| 12                | Amir Hoghoughi (IRI)            | A     | 161           | 167           | 171           | 14                | 201            | 207            | 213            | 10                | 374   |
| 13                | Serafim Veli (BRA)              | B     | 160           | 166           | 170           | 10                | 194            | 200            | 202            | 16                | 370   |
| 14                | Volodymyr Hoza (UKR)            | B     | 163           | 167           | 170           | 11                | 193            | 198            | 201            | 22                | 363   |
| 15                | Chen Po-jen (TPE)               | B     | 160           | 165           | 168           | 12                | 190            | 195            | 198            | 20                | 363   |
| 16                | İbrahim Arat (TUR)              | B     | 155           | 160           | 163           | 16                | 196            | 201            | 201            | 12                | 361   |
| 17                | Jeyson Arias (VEN)              | B     | 156           | 156           | 156           | 22                | 196            | 201            | 201            | 13                | 357   |
| 18                | Han Jung-hoon (KOR)             | B     | 156           | 160           | 160           | 21                | 200            | 207            | 207            | 15                | 356   |
| 19                | Paul Ferrín (ECU)               | B     | 155           | 160           | 162           | 17                | 195            | 201            | 201            | 19                | 355   |
| 20                | Jason Bonnick (USA)             | B     | 152           | 157           | 161           | 19                | 185            | 191            | 196            | 18                | 353   |
| 21                | Vadims Koževņikovs (LAT)        | B     | 149           | 153           | 153           | 28                | 195            | 199            | 202            | 17                | 352   |
| 22                | Jürgen Spieß (GER)              | C     | 155           | 160           | 163           | 23                | 187            | 194            | 200            | 21                | 349   |
| 23                | Illia Kulikov (UKR)             | C     | 152           | 156           | 156           | 20                | 185            | 192            | 197            | 23                | 348   |
| 24                | Nathan Damron (USA)             | B     | 155           | 160           | 160           | 25                | 187            | 188            | 195            | 26                | 343   |
| 25                | Theodoros Iakovidis (GRE)       | C     | 153           | 158           | 158           | 27                | 183            | 183            | 188            | 25                | 341   |
| 26                | Tomas Li-čin-chai (LTU)         | C     | 145           | 151           | 154           | 26                | 175            | 183            | 186            | 29                | 337   |
| 27                | Eero Retulainen (FIN)           | C     | 148           | 148           | 149           | 31                | 187            | 188            | 193            | 24                | 337   |
| 28                | Christian Amoah (GHA)           | C     | 145           | 150           | 150           | 30                | 175            | 180            | 185            | 28                | 335   |
| 29                | Edmon Avetisyan (GBR)           | C     | 138           | 143           | 144           | 33                | 177            | 182            | 187            | 27                | 331   |
| 30                | Pierre-Alexandre Bessette (CAN) | C     | 150           | 155           | 159           | 24                | 175            | 181            | 182            | 30                | 330   |
| 31                | Luis Lamenza (PUR)              | C     | 150           | 150           | 157           | 29                | 175            | 185            | 185            | 31                | 325   |
| 32                | Simon Darville (DEN)            | C     | 133           | 138           | 144           | 32                | 167            | 175            | 175            | 32                | 319   |
| 33                | Laurynas Antanaitis (LTU)       | C     | 136           | 136           | 140           | 34                | 162            | 168            | 171            | 33                | 311   |
| 34                | Keven Morales (PUR)             | C     | 135           | 135           | 135           | 35                | 165            | 170            | 175            | 34                | 305   |
| —                 | Artur Mugurdumov (ISR)          | B     | 155           | 159           | 160           | 18                | 195            | 196            | 196            | —                 | —     |